# Zamek Żupny

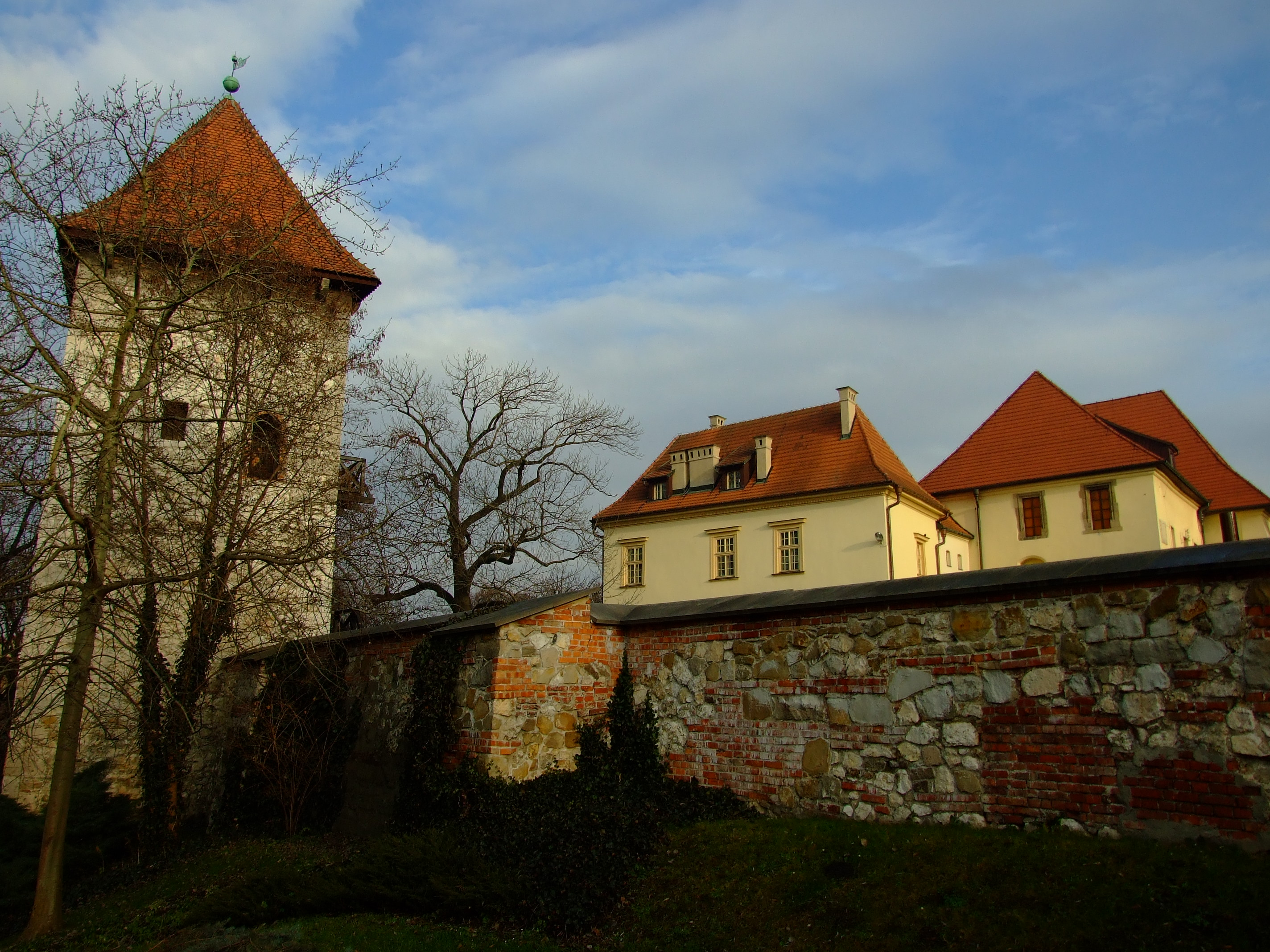
Salzgrafenschloss in Wieliczka

Das Salzgrafenschloss Wieliczka (Zamek Żupny) in der südpolnischen Stadt Wieliczka (deutsch Groß Salze) ist der Verwaltungsbau eines der ältesten Salzbergwerke der Welt. Seit 2013 gehört es mit dem Salzbergwerk Wieliczka und dem 25 km entfernten Salzbergwerk Bochnia zum UNESCO-Weltkulturerbe Königliche Salzbergwerke Wieliczka und Bochnia. Die Bergwerke veranschaulichen die Entwicklung der Bergbautechniken in Europa vom 13. bis zum 20. Jahrhundert. Von 1248 bis zur Schließung in den 1990ern wurde u. a. in Bochnia Salz gewonnen.

## Geschichte

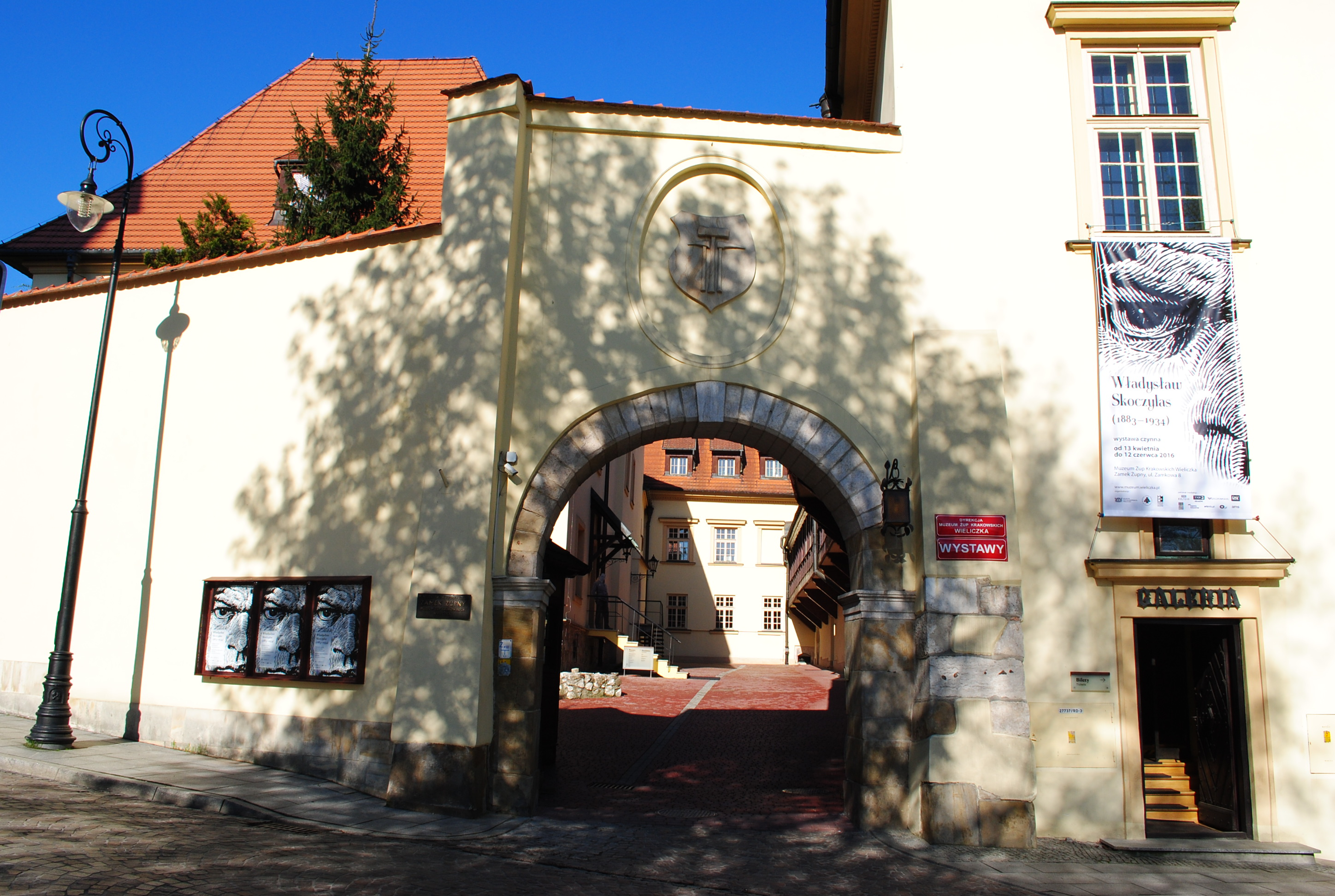
Teilansicht

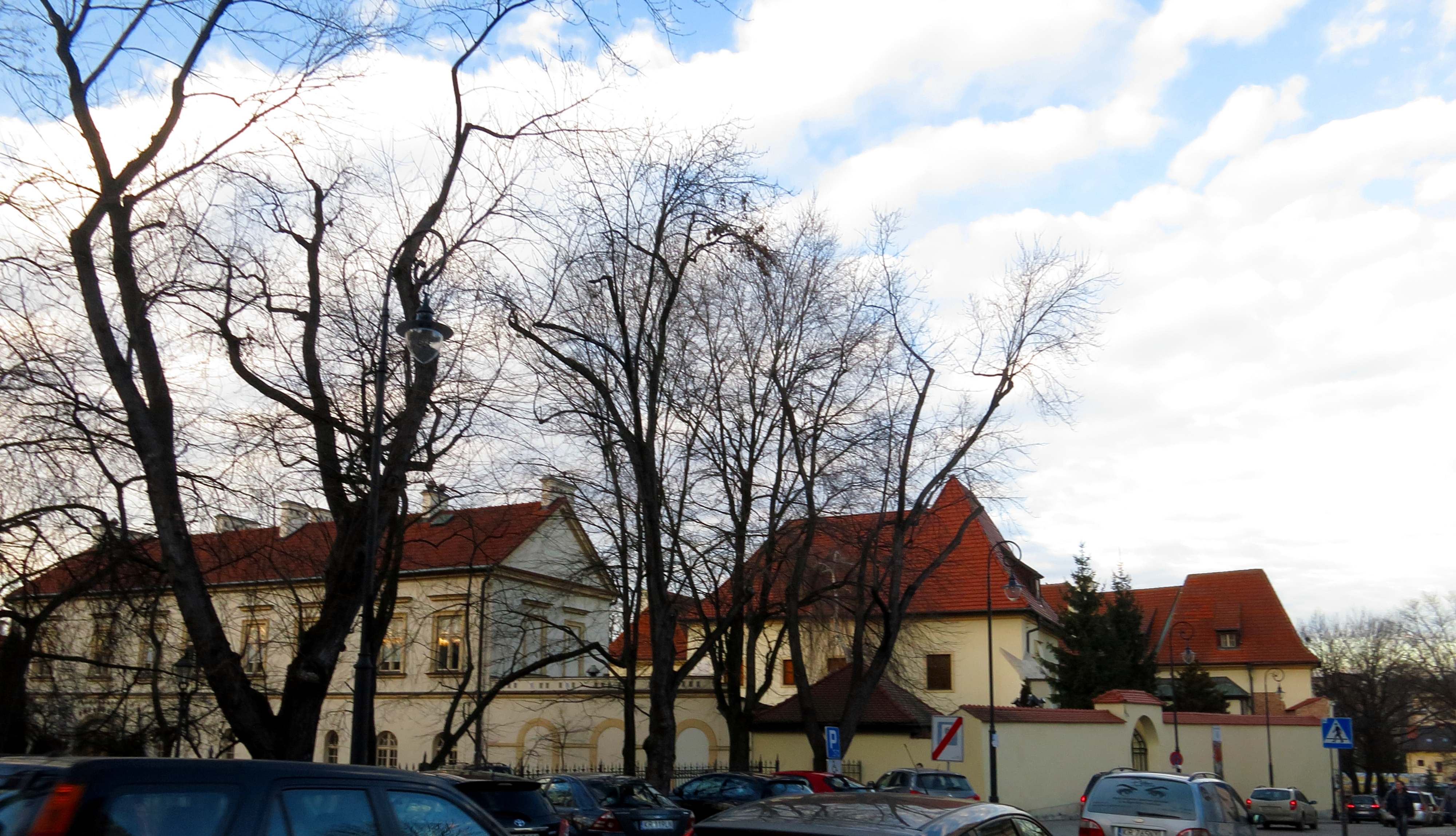
Salzgrafenschloss Wieliczka

Vom 14. Jahrhundert bis 1772 waren die Salzbergwerke Wieliczka und Bochnia als Żupy krakowskie, die Königlich Krakauer Salinen, vereinigt und das größte Bergbauunternehmen in Polen.
Am 22. April 1368 erließ Kasimir der Große eine Bergordnung, die die Salzproduktion und den Salzhandel regelte. Die Verwaltung der Salinen oblag einem Żupnik (Salzgraf), der seinen Sitz im Salzgrafenschloss Wieliczka hatte. Die ersten Bauabschnitte des Schlosses wurden im 13. und 14. Jahrhundert errichtet, Erweiterungen erfolgten bis in das 19. Jahrhundert.
Aus den Einnahmen des Salzhandels, der während seiner Blüte vom 14. bis ins 16. Jahrhundert ein Drittel der Staatseinnahmen erwirtschaftete, wurden unter anderem die Kosten für den Bau der königlichen Burg Wawel, der Universität und der Stadtbefestigungsanlagen in Krakau sowie der Heeressold bestritten. Von 1515 bis 1523 war Hans Boner Żupnik, der auch das Finanzwesen in Polen reformierte. Die Blütezeit erlebte das Unternehmen im 16. Jahrhundert bis in die Mitte des 17. Jahrhunderts. Damals waren im Bergwerk 2000 Bergmänner beschäftigt und die Produktion überschritt 30.000 Tonnen Salz.

## 20. Jahrhundert
Nach 1918 wurden die Bergwerke Staatsbesitz der Republik Polen, die sich 1932 das staatliche Monopol auf Salz vorbehielt. Die Verwaltung befand sich bis 1945 im Salzgrafenschloss, das in diesem Jahr bombardiert wurde. Von 1968 bis 1988 wurde noch Salz durch Aussolung mit Wasser gewonnen.

### UNESCO-Welterbe
Im März 1988 wurde das Schloss unter Denkmalschutz gestellt. 2013 erweiterte die UNESCO das Welterbe von Wieliczka um das Salzbergwerk in Bochnia und das Salzgrafenschloss.

## Anlage und Nutzung
Das Schloss wurde bis 1992 renoviert. Als Muzeum Żup Krakowskich Wieliczka zeigt es heute die Geschichte des Salzbergbaus in den ehemaligen Königlich Krakauer Salinen. Zu den regelmäßigen Veranstaltungen gehören Festivals.